# Richard H. Wilhelm
Richard Herman Wilhelm (* 10. Januar 1909 in New York City; † 6. August 1968 in Center Harbor, New Hampshire) war ein US-amerikanischer Chemieingenieur.

## Leben
Wilhelm studierte an der Columbia University in New York, wo er mit einer Arbeit zur Chemietechnik promovierte. 1934 ging er an die Princeton University, wo er ab 1937 Assistant und ab 1943 Associate Professor war. 1946 wurde er ordentlicher Professor. Während des Zweiten Weltkrieges arbeitete er in Princeton an Projekten der Verteidigungsforschung. Seit 1954 war er Vorsitzender des Department of Chemical Engineering der Princeton University.
Während seines Berufslebens galt sein Hauptinteresse der Konstruktion chemischer Reaktoren, speziell den Wirbelschichtreaktoren sowie den spezifischen Eigenschaften von Wirbelschichtzuständen.
1964 wurde er zum Mitglied der American Academy of Arts and Sciences gewählt. In seinem Todesjahr 1968 wurde er in die National Academy of Engineering aufgenommen. Er war Fellow der American Association for the Advancement of Science und Mitglied der American Chemical Society.